# 아미그달린
아미그달린(Amygdalin)은 살구씨, 아몬드, 사과씨, 자두씨에서 발견되는 성분이다. 나이트릴기를 가진 글리코사이드로 사이안화 이온을 해리해 유독할 수 있다. 대체 암 치료법에 사용되기도 하나 일반적으로 유해한 작용기전이 보다 일반적인것으로 알려져있다.

## 같이 보기
- 대체 암 치료법